# Davis Cup 1972
In 1972 werd het toernooi om de Davis Cup  voor de 61e keer gehouden. De Davis Cup is het meest prestigieuze tennistoernooi voor landen dat sinds 1900 elk jaar wordt georganiseerd.
De Verenigde Staten won voor de 24e keer de Davis Cup door in de finale Roemenië met 3-2 te verslaan.
Vanaf dit jaar is de regerend kampioen niet meer geplaatst voor de finale, maar moet het van start in een regionale zone. De deelnemende landen strijden in de verschillende regionale zones tegen elkaar. De winnaar van elke zone plaatst zich voor het interzonaal toernooi. De winnaar van dat toernooi wint de Davis Cup.

## Interzonaal Toernooi
|  | halve finale 4-7 augustus | halve finale 4-7 augustus |  |                  | finale 13-15 oktober | finale 13-15 oktober |
|  |                           |                           |  |                  |                      |                      |
|  |                           |                           |  |                  |                      |                      |
|  | Roemenië                  | 4                         |  |                  |                      |                      |
|  | Australië                 | 1                         |  |                  |                      |                      |
|  |                           |                           |  |                  | Roemenië             | 2                    |
|  |                           |                           |  | Verenigde Staten | 3                    |                      |
|  | Spanje                    | 2                         |  |                  |                      |                      |
|  | Verenigde Staten          | 3                         |  |                  |                      |                      |

## België
België speelde in de Europese zone.
| datum      | tegenstander      | uitslag | locatie | groep | ronde    | winst/verlies |
| ---------- | ----------------- | ------- | ------- | ----- | -------- | ------------- |
| 07-05-1972 | Tsjecho-Slowakije | 2-3     | thuis   | EUR   | 1e ronde | v             |

België werd al in de eerste ronde uitgeschakeld.

## Nederland
Nederland speelde in de Europese zone.
| datum      | tegenstander | uitslag | locatie | groep | ronde       | winst/verlies |
| ---------- | ------------ | ------- | ------- | ----- | ----------- | ------------- |
| 22-05-1972 | Italië       | 1-4     | uit     | EUR   | kwartfinale | v             |
| 07-05-1972 | Noorwegen    | 5-0     | thuis   | EUR   | 1e ronde    | w             |

Nederland bereikte de kwartfinale van de Europese zone.
| niveau 1 | niveau 2 | niveau 3 | niveau 4 | niveau 5 |